# Муди
 Тази статия е за породата кучета.  За окръга в САЩ вижте Муди (окръг).  
Муди (на унгарски: Mudi) е порода кучета, произхождаща от Унгария. Влиза в групата на овчарските кучета. Кучетата от тази порода обикновено тежат между 8,2 и 13 кг и са високи между 38 и 48 см при холката. Козината е средно дълга и къдрава, по-къса по краката и лицето. Според породния стандарт мудитата могат да имат черно, пепеляво, кафяво, бежово или бяло мерле. Стандартът също указва къса опашка. Когато някое куче се роди с дълга, по-късно тя се купира. Мудито е обикновено куче-пастир, но се използва и за пазач на стадата и ловец на гризачи. Дори в родината си мудито е по-неизвестно от други унгарски кучета, като пули и комондор.